# Lijst van belangrijke werken: oude geschiedenis
Deze lijst tracht een overzicht te geven van belangrijke werken voor de geschiedenis van de oudheid. Er wordt een onderscheid gemaakt tussen de historische bronnen (waarvan degene die doorlinken naar Wikisource met () zijn aangeduid) en de secundaire literatuur (waarvan sommige gedeeltelijk achterhaald zijn, maar toch nog steeds een belangrijke rol spelen in de hedendaagse geschiedenis van de oudheid). Het Siegel (afkorting voor een werk) is vermeld indien bekend.

## Secundaire literatuur
- Suda, Constantinopel, 10e eeuw. (SOL — the Suda On Line)
- J.J. Bernoulli, Die römische Ikonographie, 4 banden, 1882–1891. (I, II.1, II.2, II.3)
- J.B. Bury, History of the Later Roman Empire, Londen, 1912. (Volledige online versie)
- M.I. Finley, The Ancient Economy, Berkeley, 1973.
- A. Furtwängler, Meisterwerke der griechischen Plastik. Kunstgeschichtliche Untersuchungen, Leipzig, 1893. (tekst; afbeeldingen)
- E. Gibbon, The History of the Decline and Fall of the Roman Empire, 3 vol., Londen, 1776 - 1788.
- D. Kienast, Römische Kaisertabelle. Grundzüge einer römischen Kaiserchronologie, Darmstadt, 19962.
- T. Mommsen, Römische Geschichte, Berlijn, I-III: 1854-1856, IV- V, VIII: 1885. (Duitse versie; Engelse versie (zonder boek VIII))
- A. Pauly - G. Wissowa - W. Kroll e.a. (edd.), Real-encyclopädie der classischen Altertumswissenschaft, 84 bdn., Stuttgart - München, 1893-1983 (RE).
- R. Syme, The Roman Revolution, Londen, 1939. (laatste editie: 2002, ISBN 0192803204) (RR in Google Print[dode link]; Internet Archive (volledig!))
- R. Syme, Tacitus, 2 dln., Oxford, 1958.
- F. Jacoby, Die Fragmente der griechischen Historiker, Berlijn, 1957 (FGrH).
- H. Temporini - W. Haase (edd.), Aufstieg und Niedergang der römischen Welt, Berlijn, I: 1973-1973, II: 1974, III: in voorbereiding, IV: in voorbereiding. (ANRW) (Index)
- A. von Albrecht, Geschichte der römischen Literatur, München, 1994². ISBN 3598111983
- P. De Rynck - A. Welkenhuysen, De Oudheid in het Nederlands: repertorium en bibliografische gids voor vertalingen van Griekse en Latijnse auteurs en geschriften, Baarn, 1992. ISBN 90263 10986
  - A. Welkenhuysen, Klassieke vertalingen 1992-2003. Repertorium en bibliografische gids, Leuven, 2003.
- J.J. Winckelmann, Geschichte der Kunst des Alterthums, Dresden, 1764. (Volledige online versie)
- H. Cancik - H. Scheider (edd.), Der Neue Pauly. Enzyklopädie der Antike, Stuttgart - Weimar, 21 bdn., 1996 - 2002 (NP).

### Hulpwetenschappen
- J.H. Eckhel, Doctrina numorum veterum, I, Wenen, 1792.
- J.H. Eckhel, Doctrina numorum veterum, II, Wenen, 18392.
- J.H. Eckhel, Doctrina numorum veterum, III, Wenen, 18382.
- J.H. Eckhel, Doctrina numorum veterum, IV, Wenen, 18382.
- J.H. Eckhel, Doctrina numorum veterum, V, Wenen, 18282.
- J.H. Eckhel, Doctrina numorum veterum, VI, Wenen, 18282.
- J.H. Eckhel, Doctrina numorum veterum, VII, Wenen, 18282.
- J.H. Eckhel, Doctrina numorum veterum, VIII, Wenen, 18282.
- T. Mommsen - e.a. (edd.), Corpus Inscriptionum Latinarum, Berlijn, 1853 - . (CIL) (Index)
- E. Klebs - H. Dessau - P. Von Rohden (edd.), Prosopographia Imperii Romani, 3 vol., Berlijn, 1897-1898. (PIR1)
  - E. Groag - A. Stein - L. Petersen - e.a. (edd.), Prosopographia Imperii Romani saeculi I, II et III, Berlijn, 1933 - . (PIR2) (Index)
- U. Wilcken (ed.), Urkunden der Ptolemäerzeit (ältere Funde), 2 dln., Berlijn, 1927, 1935-1957. (UPZ)